# Synode von Hohenaltheim
Die Synode von Hohenaltheim war eine in Hohenaltheim im Jahr 916 stattfindende Kirchenversammlung. Sie war die einzige Synode der karolingischen und frühdeutschen Epoche, die überhaupt Beschlüsse zum Schutz des Königstums erlassen hat.
Am 20. September 916 wurde von ostfränkischen Bischöfen die Synode von Hohenaltheim unter der Leitung des päpstlichen Legaten Petrus von Orte einberufen. Die Synode, die König Konrad I. als christus Domini (Gesalbter des Herrn) bezeichnet, sollte die königliche Macht stärken und das enge Bündnis von Kirche und König festigen. Die 38 vollständig erhaltenen kanonischen Bestimmungen wurden vorwiegend zum Schutz des Königs (vor allem cc 19, 20 und 23) und der Bischöfe vor Laien erlassen. Zahlreiche Kanones widmen sich daher den Bischöfen, ihren Vergehen und ihrem Schutz (cc. 2–5, 8, 13–16, 24, 29–31, 36 und 37). Für den Abfall vom König wurde in cc. 20 und 23 die Todesstrafe ausgesprochen. Außerdem enthalten die Kanones Bestimmungen über die Buße (cc. 9, 32 und 33) und über den Meineid (cc. 22–25). Mit Klerikern allgemein befassen sich cc. 12, 17, 18, 26, 28 und 38. Gewalttaten gegenüber dem König, dem christus Domini, wurden mit dem Anathem bedroht. Bischof Richowo von Worms erhielt auf der Synode den Auftrag, Nachforschungen über die Blendung des Bischofs Einhard I. von Speyer anzustellen und dem Papst darüber brieflich zu berichten. Einhard war 913 verstümmelt und gewaltsam zu Tode gebracht worden. Das Ergebnis der Ermittlungen ist nicht bekannt.
Unklar ist sowohl, ob Konrad selbst an der Synode teilnahm, als auch, welche Bischöfe aus dem Ostfrankenreich anwesend waren. Nicht erschienen waren die sächsischen Bischöfe, die deshalb auf der Synode scharf getadelt wurden. Selbst die Bedeutung von Hohenaltheim in der Zeit um 916 ist unbekannt. Der Versuch der Kirche, die königliche Macht zu stärken, brachte jedoch nicht den erwarteten Erfolg. Konrads Königtum scheiterte zwei Jahre später.
Für die ältere Forschung, repräsentiert durch Ernst Dümmler und Manfred Hellmann, nahm ein selbstbewusster Episkopat das schwachgewordene und vielfach gefährdete Königtum in Schutz. Ernst Dümmler hob 1888 die zentrale Bedeutung der Synode von Hohenaltheim für die Herrschaft Konrads I. hervor: „Der Hauptzweck der Synode“ war es gewesen, „dem wankenden Königtume an der Kirche einen Halt zu geben“. Mit der Frage, ob Konrad an der Synode teilgenommen hat, hat sich die Forschung eingehender beschäftigt. Heinz Wolter behauptete 1988 in seiner Studie über die Synoden in Deutschland und in Reichsitalien: „Die Synode von Hohenaltheim kam auf Betreiben Konrads I. zustande“. Horst Fuhrmann hielt die Anwesenheit Konrads I. für „nicht unwahrscheinlich“ und verweist dabei auf die Quellenangabe der Hohenaltheimer Kanones von Burchard von Worms, in der es heißt, dass die Synode in Anwesenheit des Königs getagt habe.